# Бистрица при Тржичу
Бистрица при Тржичу  (словен. Bistrica pri Tržiču  ) је насеље у општини Тржич која припада Горењској регији у Републици Словенији.

## Географија
Бистрица при Тржичу налази се југозападно од Тржича, изнад десне обале реке Тржичке Бистрице на магистралном путу Подбрезје—Љубељ, на надмоској висини 543,7 метара.
Насеље се помиње у документима средином 11. века. У старом делу села у подножју брда Светој Јурја, налази се истоимена црква прављена у касноготичком стилу. Брод има декоративно осликану готску таваницу. Шездесетих година 20. века, село се почело брзо ширити у олодној тераси из леденог доба.  Данашње село се протеже од долине кроз терасу на стрмим југоисточним падинама Добрча.
Бистрица при Тржићу је трговачко средиште и раскрсница путева од којих један крак води ка Бегуњу на Горењском, а други јужно ка Ковору 
Изнад насеља су рушевине замка Гутенберга из 12. века, који је поруšен у 16. веку. Поред овог у насељу постоји јоš 10 непокретних културних добара..
До територијалне реогранизације у Словенији налазила се у саставу старе општине Тржич.

## Становништво
На последњем попису становништва 2011. године, Бистрица при Тржичу имала је 2.996 становника.
| Број становника по пописима | Број становника по пописима | Број становника по пописима |
| --------------------------- | --------------------------- | --------------------------- |
| 1991                        | 2002                        | 2011                        |
| 3.453                       | 3.187                       | 2.996                       |

Напомена: До 1953. исказивано под именом Бистрица. У 1979. смањено за део насеља који је проглашен за самостално насеље Рочевница.

## Галерија слика
- Црква св. Јурја
- Капелица
- Рушевине Гутенберга